# Tratado Dois Mais Quatro

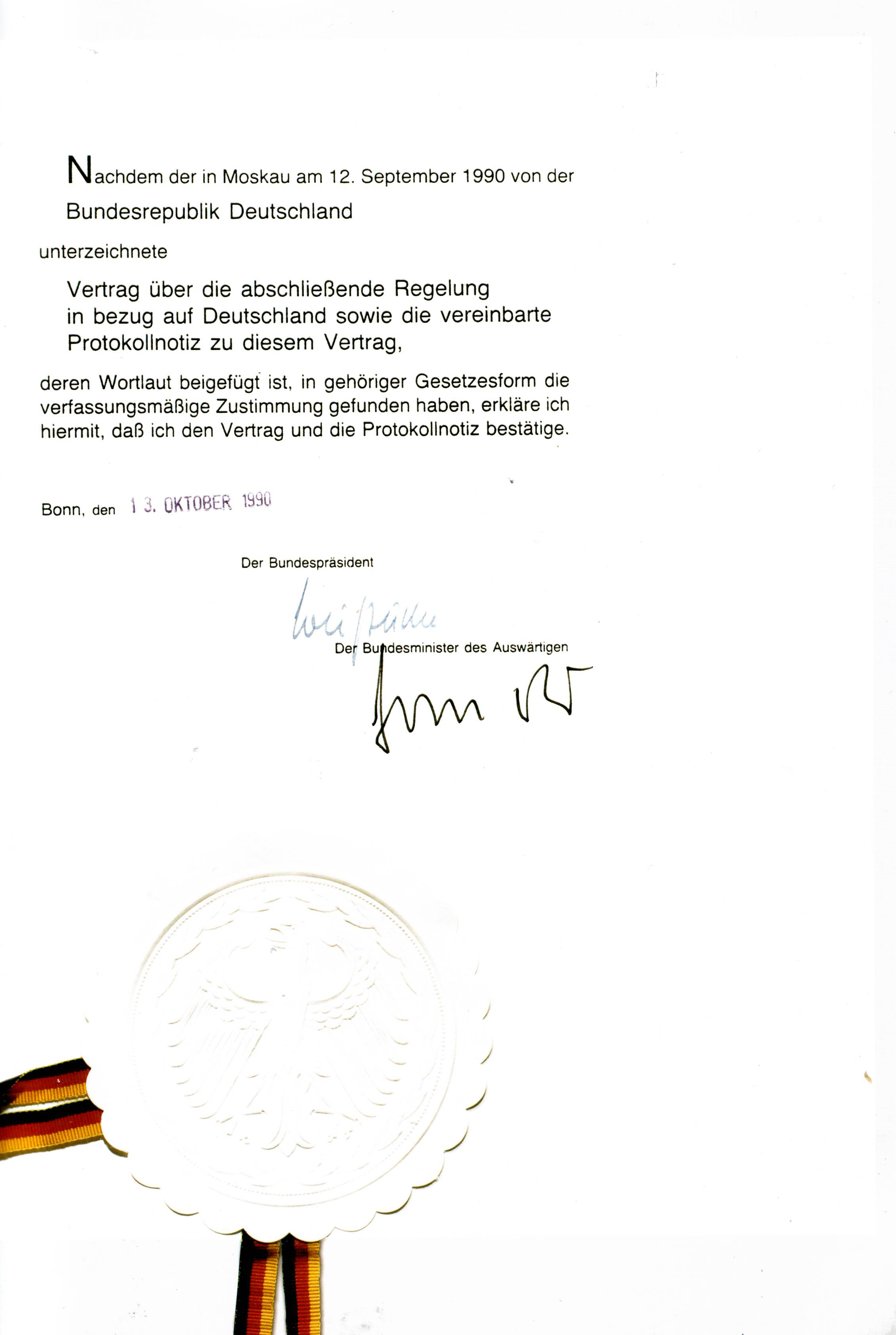
Ratificação da Alemanha ao Tratado Dois Mais Quatro, datada de 13 de outubro de 1990.

O Tratado sobre a Regulamentação Definitiva referente à Alemanha (em inglês:  Treaty on the Final Settlement with Respect to Germany, em francês:  Traité portant Règlement Définitif concernant l'Allemagne), mais habitualmente conhecido como Tratado Dois-Mais-Quatro, é o tratado de paz definitivo negociado entre a República Federal da Alemanha, a República Democrática Alemã e as quatro Potências que ocuparam a Alemanha desde o fim da Segunda Guerra Mundial na Europa: Estados Unidos, França, Reino Unido e União Soviética.
O tratado, celebrado em Moscou em 12 de setembro de 1990, permitiu a reunificação da Alemanha naquele mesmo ano, em 3 de outubro.
Nos termos do acordo, as Quatro Potências renunciam a todos os direitos que detinham na Alemanha, inclusive a Berlim. Dessa maneira, o país reunificado tornou-se plenamente soberano em 15 de março de 1991. As tropas soviéticas sairiam do país até o final de 1994. A Alemanha concordou em limitar as suas forças armadas a no máximo 370 mil homens. O país também confirmou a sua renúncia à fabricação e posse de armas nucleares, biológicas e químicas, reiterando que o Tratado de Não-Proliferação de Armas Nucleares continuaria a vincular à Alemanha reunificada. Determinou-se, também, a proibição à presença de forças armadas estrangeiras e armas nucleares no território da antiga Alemanha Oriental.
Talvez a disposição mais significativa do tratado seja a renúncia, por parte da Alemanha, a todas as reivindicações referentes a territórios a leste da linha Oder-Neisse, o que implicou a aceitação, pelo país, das perdas territoriais sofridas ao término da Segunda Guerra. A Alemanha concordou, ainda, em celebrar um tratado separado com a Polônia para confirmar a fronteira comum, o que ocorreu no ano seguinte.
Embora o tratado tenha sido assinado pelas duas Alemanhas independentemente, foi ratificado pela Alemanha reunificada. 